# أغبال (الجزائر)
أغبال بلدية من بلديات دائرة قوراية ببولاية تيبازة في الجزائر.
هناك عين ماء قرب مدينة أحفير اسمها : عين أغبال... والتي تعتبر حجر أساس تلك المدينة، حيث كان سكان جبال بني يزناسن تنزل يوم اثنين للتسوق.